# Liverdy-en-Brie
Liverdy-en-Brie és un municipi francès, situat al departament de Sena i Marne i a la regió de Illa de França. L'any 2007 tenia 1.197 habitants.
Forma part del cantó de Fontenay-Trésigny, del districte de Provins i de la Comunitat de comunes de Val Briard.

## Demografia

### Població
El 2007 la població de fet de Liverdy-en-Brie era de 1.197 persones. Hi havia 418 famílies, de les quals 71 eren unipersonals (30 homes vivint sols i 41 dones vivint soles), 121 parelles sense fills, 192 parelles amb fills i 34 famílies monoparentals amb fills.
La població ha evolucionat segons el següent gràfic:
Habitants censats

### Habitatges
El 2007 hi havia 452 habitatges, 423 eren l'habitatge principal de la família, 6 eren segones residències i 23 estaven desocupats. 422 eren cases i 26 eren apartaments. Dels 423 habitatges principals, 366 estaven ocupats pels seus propietaris, 50 estaven llogats i ocupats pels llogaters i 7 estaven cedits a títol gratuït; 8 tenien una cambra, 24 en tenien dues, 52 en tenien tres, 90 en tenien quatre i 250 en tenien cinc o més. 369 habitatges disposaven pel capbaix d'una plaça de pàrquing. A 148 habitatges hi havia un automòbil i a 255 n'hi havia dos o més.

### Piràmide de població
La piràmide de població per edats i sexe el 2009 era:
| Homes | Edats   | Dones |
| ----- | ------- | ----- |
| 4     | 95 o +  | 0     |
| 0     | 90 a 94 | 0     |
| 0     | 85 a 89 | 16    |
| 0     | 80 a 84 | 0     |
| 4     | 75 a 79 | 8     |
| 36    | 70 a 74 | 8     |
| 16    | 65 a 69 | 20    |
| 8     | 60 a 64 | 8     |
| 32    | 55 a 59 | 16    |
| 68    | 50 a 54 | 48    |
| 44    | 45 a 49 | 44    |
| 44    | 40 a 44 | 44    |
| 60    | 35 a 39 | 44    |
| 32    | 30 a 34 | 24    |
| 36    | 25 a 29 | 56    |
| 20    | 20 a 24 | 16    |
| 40    | 15 a 19 | 40    |
| 44    | 10 a 14 | 24    |
| 36    | 5 a 9   | 36    |
| 28    | 0 a 4   | 24    |

## Economia
El 2007 la població en edat de treballar era de 821 persones, 622 eren actives i 199 eren inactives. De les 622 persones actives 590 estaven ocupades (323 homes i 267 dones) i 32 estaven aturades (15 homes i 17 dones). De les 199 persones inactives 60 estaven jubilades, 87 estaven estudiant i 52 estaven classificades com a «altres inactius».

### Ingressos
El 2009 a Liverdy-en-Brie hi havia 447 unitats fiscals que integraven 1.269,5 persones, la mediana anual d'ingressos fiscals per persona era de 23.770 €.

### Activitats econòmiques
Dels 38 establiments que hi havia el 2007, 3 eren d'empreses alimentàries, 1 d'una empresa de fabricació d'altres productes industrials, 11 d'empreses de construcció, 5 d'empreses de comerç i reparació d'automòbils, 4 d'empreses de transport, 1 d'una empresa d'hostatgeria i restauració, 3 d'empreses immobiliàries, 7 d'empreses de serveis, 2 d'entitats de l'administració pública i 1 d'una empresa classificada com a «altres activitats de serveis».
Dels 9 establiments de servei als particulars que hi havia el 2009, 2 eren paletes, 2 fusteries, 3 electricistes, 1 restaurant i 1 agència immobiliària.
Dels 4 establiments comercials que hi havia el 2009, 1 era una botiga de menys de 120 m², 2 carnisseries i 1 una botiga de roba.
L'any 2000 a Liverdy-en-Brie hi havia 7 explotacions agrícoles.

## Equipaments sanitaris i escolars
El 2009 hi havia una escola elemental.

## Poblacions més properes
El següent diagrama mostra les poblacions més properes.